# Fábrica de Moagem de Sabóia
A Fábrica de Moagem de Sabóia, igualmente conhecida como Moagem de Sabóia, é um antigo complexo industrial na aldeia de Sabóia, no Município de Odemira, em Portugal.

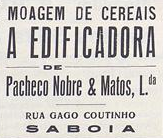
Publicidade de 1931 à moagem A Edificadora, propriedade da firma Pacheco Nobre & Matos.

## Descrição
A antiga unidade fabril situa-se perto do centro da aldeia de Sabóia. Era formada por várias estruturas ligadas à moagem de cereais, nomeadamente a fábrica em si, armazéns, residências dos operários, um escritório e oficinas. Posteriormente, o edifício da moagem passou a ser utilizado como espaço cultural e para conferências.

## História
A história da moagem inicia-se em 9 de Setembro de 1935, com a fundação da Sociedade Comercial por Quotas Pacheco Nobre & Matos, Ldª., que estava sedeada em Sabóia. Em 1935, um terreno desta empresa foi alugado a Jaime José Ribeiro e à sua esposa Cândida Pereira Ribeiro, que pretendiam instalar ali um centro para produção e comercialização de farinhas, além de várias funções agrícolas. Na altura existia apenas um prédio rústico na propriedade, tendo os edifícios da moagem sido construídos pelo arrendatário entre 1935 e 1940. Segundo a obra Diário Alentejano, publicada em 1931, existiam três fábricas de moagem em Sabóia, o que, em conjunto com as suas várias lojas, faz com que a aldeia tivesse uma grande dinâmica comercial. Na freguesia havia abundante matéria-prima para as moagens, produzindo-se em grandes quantidades cevada, trigo, milho e aveia.
Nos finais da centúria iniciou-se um processo legal pela posse da propriedade, tendo em 1997 a firma Pacheco Nobre & Matos, Ld.ª afirmado no Cartório Notarial de Almodôvar o direito de propriedade, através do processo de usucapião. Porém, no ano seguinte os donos da antiga fábrica pediram a anulação da escritura, e após um processo favorável em tribunal tentaram despejar o arrendatário. Em 2000 a Sociedade Pacheco Nobre e Matos respondeu com um processo em tribunal, alegando que as construções que esta empresa tinha feito no terreno eram de valor superior à situação primitiva, e reclamou o direito de adquirir a propriedade, através do pagamento da quantia a ser fixada, e ao mesmo tempo pediu a suspensão da instância, tendo este último requerimento sido deferido. No entanto, em 2006 o Tribunal da Relação de Évora determinou que já tinha prescrito o direito da aquisição da propriedade por parte da Sociedade Pacheco Nobre e Matos.
Em Abril de 2015, a Câmara Municipal de Odemira organizou uma sessão pública sobre qual deveria ser o fim a dar ao antigo complexo da moagem, pretendendo a autarquia devolver o edifício à população, como um espaço público de finalidade cultural, social ou económica. Em Setembro desse ano, a moagem foi alvo de várias iniciativas no contexto das Jornadas Europeias do Património 2015, e que incluíram uma visita às instalações, uma tertúlia com participação de antigos operários daquela fábrica, o espectáculo de animação teatral Memórias da Moagem, e uma conferência pelo historiador António Martins Quaresma sobre a história da moagem e da sua importância na área Sul do concelho, do ponto de vista económico e social. Em Agosto de 2018, recebeu o encontro Novos Caminhos para a Aguardente de Medronho, organizado pela Arbutus – Associação para a Promoção do Medronho, como parte da Feira das Actividades Culturais e Económicas de Sabóia.
Em Outubro de 2019, foi iniciado o programa de reabilitação da antiga moagem, que seria transformada no Espaço Moagem - Centro Interpretativo do Medronho SW. Esta iniciativa iria qualificar o antigo espaço, transformando-o num polo de desenvolvimento regional baseado em produtos endógenos, principalmente o medronho, que seria potenciado pela sua localização, perto da Estação Ferroviária de Santa Clara-Sabóia e da fronteira com o Algarve. Ao mesmo tempo, iria ser preservar um importante componente do património local, que devido ao seu passado industrial é considerado como um testemunho da antiga dinâmica económica de Sabóia. Este programa foi aprovado em Março de 2020, e em Setembro desse ano, a autarquia iniciou o concurso público para a antiga Moagem de Sabóia, composto pelos edifícios designados de A4, A5 e H1. Em Julho do ano seguinte, já tinha iniciado a fase de contrato para a reabilitação da Cerca da Fábrica de Moagem de Sabóia, prevendo-se que ali iria ser instalado uma incubadora de empresas, num investimento de cerca de 548 mil Euros. Estava planeada a instalação de uma área de recepção e de apoio, uma sala para reuniões, um espaço comum para postos de trabalho, vários gabinetes individuais, uma copa, um auditório e uma área de esplanada. A empreitada foi entregue à empresa Virgílio de Sousa Leal, e tinha um prazo de execução de 240 dias.

## Leitura recomendada
- QUARESMA, António Martins (2009). Cerealicultura e farinação no Concelho de Odemira: Da Baixa Idade Média à época contemporânea. Odemira: Câmara Municipal de Odemira. 124 páginas. ISBN 978-989-8263-02-5